# Горст Вілльнер
Горст Вілльнер (нім. Horst Willner; 13 жовтня 1919, Дрезден — 19 липня 1999, Бремен) — німецький юрист і офіцер-підводник, доктор права, оберлейтенант-цур-зее крігсмаріне.

## Біографія
1 жовтня 1938 року вступив на флот. Пройшов підготовку на навчальному вітрильнику «Горх Фок». В липні-жовтні 1942 року — 1-й вахтовий офіцер підводного човна U-405, взяв участь у 2 походах (разом 58 днів у морі). В жовтні-листопаді пройшов курс командира човна. З 15 грудня 1942 року — командир U-58, з лютого по червень 1944 року — U-96, з 7 жовтня 1944 року — U-3505. 28 березня 1945 року прибув в Данциг і забрав на борт човна свою дружину Урсулу і тримісячну дочку Барбару, які вже зійшли на борт лайнера «Вільгельм Густлофф», щоб евакуюватись. Віллер замаскував Урсулу під моряка, а Барбару сховав у спортивній сумці. Після цього U-3505 прибув в Готенгафен, де Віллер взяв на борт ще 110 жінок і дітей, що було суворо заборонено правилами ВМС. 2 квітня він висадив пасажирів в Любеку. Наступного дня човен був потоплений під час авіанальоту в Кілі. З 15 квітня — командир U-3034. 4 травня Віллер наказав потопити човен, щоб він не дістався союзникам.
Після війни вивчав морське прав в Кільському університеті. В 1952/56 роках працював в юридичній фірмі Dr. Schackow & Partner. З 1967 року — член ради директорів Norddeutscher Lloyd, з 1973 року успішно працював над розширенням перевезень, а також заснував торгівлю індонезійським тютюном. В 1975/85 роках — член пленуму (з 1980 року — президент) Торгової палати Бремена. Також Віллер протягом 30 років був головою Німецької асоціації навчальних кораблів.

## Звання
- Кандидат в офіцери (1 жовтня 1938)
- Морський кадет (1 липня 1939)
- Фенріх-цур-зее (1 грудня 1939)
- Оберфенріх-цур-зее (1 серпня 1940)
- Лейтенант-цур-зее (1 квітня 1941)
- Оберлейтенант-цур-зее (1 січня 1943)

## Нагороди
- Залізний хрест 2-го і 1-го класу
- Почесний голова Німецької асоціації навчальних кораблів